# 子女撫養權
子女撫養權是一個法律術語，是指透過法庭判令授予照顧和監管子女的權力。這個用語常在父母離婚或分開時使用，因父母分開時，子女的撫養權必須作安排。法庭會根據父母各自的經濟能力、管教及子女關係等因素將撫養權判給其中一方。但另一方亦通常可安排定期與子女見面。而共同撫養權亦是在現今常見和受鼓勵的方式。
在父母離婚時，法院須以管養令在父母之間重新編配父母權利。在考慮每宗離婚個案的個別情況後，法院可以選擇發出獨有管養令、共同管養令、或較罕有的分權令。香港法律改革委員會已於2005年3月7日發表《子女管養權及探視權報告書》，建議把一個新的「父母責任模式」引入香港的家事法，取代現行的獨有管養令、共同管養令及分權令；提倡父母雙方在離婚後仍繼續積極參與子女的教養。父母協議兩願離婚時，需在離婚協議書中訂立未成年子女的監護權歸屬，行使子女的權利與義務。

## 參看
- 父母責任模式
- 子女管養權及探視權報告書
- 親權